# Втеча з в'язниці (фільм, 1973)
«Втеча з в'язниці» — радянський художній фільм 1973 року, знятий режисером Юлдашем Агзамовим на кіностудії «Узбекфільм».

## Сюжет
Фільм знято за романом відомого узбецького письменника Абдулли Кадирі «Скорпіон із вівтаря». В основі фільму — розповідь про звичаї часів Кокандських ханів, про любов талановитого юнака Анвара до дівчини Рано та їх нелегку долю.

## У ролях
- Ісамат Ергашев — Анвар (дублював Олексій Сафонов)
- Тамара Шакірова — Рано (дублювала Валентина Тежик)
- Алім Ходжаєв — Саліх Махдум (дублював Данило Нетребін)
- Набі Рахімов — Сафар Ткач (дублював Володимир Балашов)
- Якуб Ахмедов — Султаналі (дублював Фелікс Яворський)
- Шухрат Іргашев — Абдурахман (дублював Артем Карапетян)
- Туфа Фазилова — Нігора (дублювала Валентина Куценко)
- Раззак Хамраєв — Таїр-ага (дублював Дмитро Орловський)
- Сайфі Алімов — Муфті Шаходат (дублював Володимир Ферапонтов)
- Машраб Юнусов — Калоншах (дублював Сергій Курилов)
- А. Муратова — Гулшан (дублювала Зоя Степанова)
- С. Умаров — Худоярхан (дублював Володимир Дружников)
- Максуд Мансуров — Кабулбай (дублював Юрій Мартинов)
- Раджаб Адашев — Рахім (дублював Раднер Муратов)
- Джамал Хашимов — Шариф (дублював Леонід Чубаров)
- Рауф Балтаєв — Самат
- Шариф Кабулов — Худайгі
- Кудрат Ходжаєв — епізод
- Т. Турдиєв — епізод
- Аїда Юнусова — Русун
- Уктам Лукманова — мати Анвара
- Мукамбар Рахімова — наложниця

## Знімальна група
- Режисер — Юлдаш Агзамов
- Сценарист — Сабір Мухамедов
- Оператор — Олександр Панн
- Композитор — С. Джалілов
- Художник — Наріман Рахімбаєв